# Gustav Noske
Gustav Noske (9 iulie 1868 – 30 noiembrie 1946) a fost un politician german, membru al Partidului Social Democrat din Germania (SPD). El a îndeplinit funcția de ministru al apărării (Reichswehrminister) al Republicii de la Weimar, între 1919 și 1920. Noske a fost o figură controversată pentru că, deși era membru al mișcării socialiste, el a folosit armata și forțele paramilitare pentru a înăbuși în sânge revoltele socialiste/comuniste din 1919.

## Primii ani și Primul Război Mondial
Noske s-a născut pe 9 iulie 1868 în Brandenburg an der Havel, Prusia. El era fiul țesătorului Karl Noske (n. 1838) și al muncitoarei Emma Noske (născută Herwig, în 1843). În perioada 1874-1882 a urmat cursurile școlare primare și secundare (Volks- și Bürgerschule). Între 1882 și 1886 a învățat meseria de coșar la Reichsteinische Kinderwagenfabrik și a călătorit la Halle, Frankfurt, Amsterdam și Legnica, unde a lucrat temporar. În 1884 Noske s-a alăturat Partidului Social Democrat (SPD) și a devenit, de asemenea, membru în sindicat. În 1892 Noske a fost ales președinte al organizației Brandenburg a SPD.
S-a căsătorit cu Martha Thiel (1872-1949) în Brandenburg, în 1891. Ei au avut un fiu și două fiice.
Între 1897 și 1902 Noske a fost activ politic la nivel local și a lucrat ca redactor la ziarele social democrate din Brandenburg și Königsberg (Volkstribüne). În perioada 1902-1918 a fost redactor-șef la ziarul Volksstimme din Chemnitz. În 1906 Noske a fost ales în Parlamentul German din partea SPD și a reprezentat circumscripția Chemnitz până în 1918.
În cadrul SPD el era considerat a fi un expert în probleme militare, navale și coloniale. După 1912, Noske a fost Koreferent al Reichstag-ului pentru bugetul Marinei. În 1914 a publicat cartea Kolonialpolitik und Sozialdemokratie în care aducea argumente în favoarea colonialismului german. Era perceput ca reformist (unul din membrii SPD, care dorea să-și realizeze obiectivele politice în cadrul sistemului existent) și ca o persoană care nu era prea interesată de dezbaterile teoretice fundamentale.
În timpul Primului Război Mondial, Noske a făcut parte din aripa moderată (sau conservatoare) a SPD, care îi includea, de asemenea, pe Friedrich Ebert și pe Philipp Scheidemann și care a sprijinit războiul ca o măsură de apărare. Noske a susținut împrumuturile de război, dar, de asemenea, a argumentat în favoarea unei poziții politice mai puternice pentru Reichstag. Din 1916 până în 1918 a fost președintele unei comisii parlamentare numite de guvern pentru a investiga achizițiile militare și profiturile excesive realizate de contractanți (Kommission für die Überprüfung der Kriegslieferungen). În această funcție, Noske a ajutat la limpezirea practicilor de afaceri și implicat și la extinderea autorității parlamentului.

## Revoluția Germană și războiul civil
În octombrie 1918, Noske a devenit membru al conducerii grupului parlamentar SPD. Când a izbucnit revolta de la Kiel la începutul lunii noiembrie, prințul Maximilian de Baden, noul cancelar, l-a trimis pe Noske la Kiel pentru a negocia încheierea revoltei. Răzvrătiții l-au salutat pe Noske și l-au ales în calitate de președinte al Sovietului Soldaților (mai târziu „guvernator”), deoarece l-au considerat un social-democrat care era de partea lor.:65 În câteva zile el a reușit să restabilească autoritatea ofițerilor și să-i determine pe răzvrătiții care au rămas în Kiel să-și reia atribuțiile normale. Maximilian de Baden și succesorul său în calitate de cancelar Friedrich Ebert, care era un prieten apropiat al lui Noske, au fost foarte mulțumiți de rezultatele acțiunii lui Noske.:72–73 Noske a rămas în Kiel până în decembrie 1918.
Ca urmare a revoltei Volksmarinedivision chiar înainte de Crăciunul anului 1918, reprezentanții social-democraților independenți (USPD) au părăsit guvernul revoluționar al Consiliului de Deputați ai Poporului (Rat der Volksbeauftragten) la sfârșitul lunii și Noske a fost unul dintre cei doi social-democrați care le-au luat locul pe 30 decembrie. El a fost responsabil cu afacerile militare în cadrul guvernului.

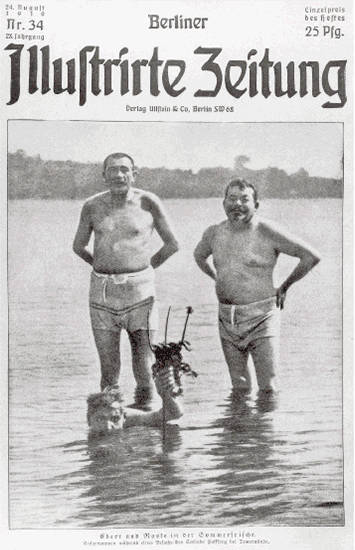
Noske și Friedrich Ebert în infama „fotografie în costume de baie”, 16 iulie 1919.

În ianuarie 1919, Noske și Freikorps, aflată sub comanda sa, au avut un rol esențial în înăbușirea așa-numitei revolte spartachiste. Astăzi, istoricii văd acest eveniment mai mult ca o încercare a muncitorilor berlinezi de a recâștiga ceea ce au crezut că fusese obținut prin Revoluția din Noiembrie și ceea ce părea a se pierde. Pretextul a fost un eveniment banal: șeful poliției din Berlin, membru al USPD, a refuzat să-și accepte propria destituire.:155 USPD a cerut o demonstrație de solidaritate, dar a fost el însuși surprins de reacția a sute de mii de oameni, mulți dintre ei înarmați, care s-au adunat în centrul orașului pe 5 ianuarie 1919. Ei au ocupat sediile ziarelor și stațiile de cale ferată. Reprezentanții USPD și KPD au decis să răstoarne guvernul condus de Ebert. 
Cu toate acestea, a doua zi, masele adunate nu au ocupat clădirile guvernamentale deoarece sprijinul așteptat din partea armatei nu s-a materializat. Ebert a început să negocieze cu liderii revoltei, dar s-a pregătit în același timp pentru o acțiune militară. Noske a fost numit comandant al Freikorps, iar Ebert a solicitat mobilizarea de partea guvernului a forțelor armate regulate din zona Berlinului.:162 În perioada 9-12 ianuarie, la ordinele lui Ebert, forțelor armate regulate și Freikorps au înăbușit revolta în sânge.:163–168
Câteva zile mai târziu, pe 15 ianuarie 1919, membrii Freikorps Garde-Kavallerie-Schützendivision conduși de căpitanul Waldemar Pabst i-au răpit și ucis pe liderii socialiști Karl Liebknecht și Rosa Luxemburg. Anterior, Noske ordonase personal ca linia telefonică a lui Liebknecht să fie monitorizată și fiecare mișcare a sa să-i fie raportată lui Pabst.:176
Pe 19 ianuarie 1919 au avut loc alegeri pentru Nationalversammlung (adunarea națională). Ea s-a întrunit la Weimar și în 13 februarie 1919 președintele nou ales Ebert a numit un nou guvern, condus de Philipp Scheidemann. Noske a devenit Reichswehrmninister (ministrul apărării).
În prima jumătate a anului 1919 Ebert și Noske au repetat ceea ce au făcut la Berlin în întregul Reich. Revoltele socialiste au fost zdrobite cu brutalitate de forțele militare, formate atât din armata regulată, cât și din forța paramilitară Freikorps.:183–196
Ca Reichswehrminister în guvernele lui Philipp Scheidemann și Gustav Bauer, care a preluat funcția de cancelar în iunie 1919, Noske a supravegheat reconstrucția inițială a armatei după prăbușirea imperiului din 1918. În ciuda unor îndoieli substanțiale el a susținut în cele din urmă semnarea Tratatului de la Versailles care a redus puternic capacitatea Germaniei de a-și reface armata. Din vara anului 1919 au existat comploturi ale conducerii Reichswehr-ului pentru a prelua puterea în urma unei lovituri de stat militare. Noske a fost implicat în aceste discuții. Deși a refuzat oferta de a deveni dictator după puci, el nu a luat nici o măsură împotriva ofițerilor care i-au făcut aceste oferte și nu a raportat activitățile lor celorlalți membri ai guvernului.:216
Pe 20 ianuarie 1920 a intrat în vigoare Tratatul de la Versailles, prin care s-a redus efectivul armatei germane la 100.000 de bărbați sau mai puțin. Pe 28 februarie 1920 Noske, urmând ordinele trasate de Interalliierte Militärkontrollkommission  care a controlat respectarea prevederilor tratatului de către Germania, a dizolvat Freikorps Marinebrigaden „Ehrhardt” și „Loewenfeld”. Generalul cel mai înalt în grad din Reichswehr, Walther von Lüttwitz, a refuzat să se conformeze, determinând ceea ce a devenit cunoscut ca Puciul Kapp.
Pentru a restabili ordinea, Noske i-a cerut comandantului Truppenamt im Reichswehrministerium, Hans von Seeckt, să ordone armatei regulate să înăbușe încercarea de puci. Von Seeckt a refuzat, iar guvernul a fost nevoit să părăsească Berlinul. Cu toate acestea, o grevă generală convocată de sindicate, social-democrați și de guvern, precum și refuzul funcționarilor de a-l accepta pe noul cancelar Wolfgang Kapp, a determinat colapsul rapid al loviturii de stat.:223–229
Sindicatele au cerut demisia lui Noske din funcția de Reichswehrminister, ca una dintre condițiile pentru încetarea grevei generale. Mai mult decât atât, unii membri ai SPD au fost nemulțumiți de comportamentul său în timpul crizei și l-au blamat pentru lipsa de energie în înăbușirea puciului. El a demisionat pe 22 martie 1920. Otto Gessler i-a succedat în funcție. Noske a fost ultimul social-democrat care a deținut această poziție în timpul Republicii de la Weimar.

## Cariera ulterioară și moartea
Noske a fost guvernatorul (Oberpräsident) provinciei Hanovra începând din anul 1920. El a devenit mai conservator și l-a susținut pe Paul von Hindenburg în alegerile pentru funcția de președinte al Reichului în 1925 și 1932. Cu toate acestea, ca social-democrat, el a fost eliberat din funcție în primăvara anului 1933 și apoi destituit la 1 octombrie de către guvernul nazist. Noske s-a mutat apoi la Frankfurt. În 1944 a fost arestat de Gestapo sub suspiciunea de implicare în atentatul de la 20 iulie împotriva lui Adolf Hitler și închis în lagărul de concentrare Ravensbrück. Noske a fost eliberat de trupele aliate ce avansau dintr-o închisoare Gestapo din Berlin.
El a murit la Hanovra pe 30 noiembrie 1946 în urma unui accident vascular cerebral în timp ce se pregătea pentru un turneu de conferințe în Statele Unite ale Americii. A fost înmormântat în Stadtfriedhof Engesohde din Hanovra.

## Opinii istorice
Noske a fost numit „una dintre cele mai puternice și, în același timp, controversate personalități ale timpului său”. Pentru unii, Noske a avut curajul de a fi (după propriile sale cuvinte) „câinele sângeros” și a oprit căderea Germaniei în haosul și anarhia existente în Rusia, după Revoluția bolșevică din Octombrie. Alți istorici l-au numit „o brută primitivă, care a dus o politică potrivit modelului simplu prieten-dușman” și un om care a fost „incapabil să facă diferența, îndrăgostit de violență, care cu mentalitatea sa s-ar fi potrivit mai bine în NSDAP decât în SPD”.:185

## Influență
Politicianul SPD Johannes Kahrs, un reprezentant contemporan de frunte al aripii moderate a SPD, l-a descris pe Gustav Noske ca pe unul dintre modelele sale politice.